# Koornaarvis
De koornaarvis (Atherina presbyter) is een straalvinnige vis uit de familie Atherinidae. De vis kan een lengte bereiken van 20 centimeter. De hoogst geregistreerde leeftijd is 4 jaar. Deze soort wordt in het Nederlands ook wel grote koornaarvis genoemd om onderscheid te maken met de kleine koornaarvis.

## Leefomgeving
De koornaarvis komt in kustwateren op het Noordelijk halfrond tussen 14 en 60°NB en  26° WL tot  17°OL.  in de Atlantische Oceaan en de Middellandse Zee.
De vis was algemeen in onder meer de Noordzee en de Waddenzee.

## Bescherming en relatie tot de mens
De vis staat nu als bedreigd op de Nederlandse Rode Lijst en als "veilig" op de internationale Rode Lijst van de IUCN. Trends in het voorkomen van de vis worden sinds 1997 in het Grevelingenmeer en de Oosterschelde door de stichting ANEMOON bijgehouden.